# محمد بن كثير العبدي
محمد بن كثير، أبو عبد الله العبدي البصري (133 هـ - 223 هـ). أحدُ رواة الحديث، سمع بالبصرة وبالكوفة، وطال عمره، وحديثه مخرج في الصحاح كلها. قال البخاري: مات في سنة ثلاث وعشرين ومائتين.

## روايته للحديث
- حدث عن: أخيه سليمان بن كثير - وهو أكبر منه بخمسين سنة، لقي الزهري والكبار - وحدث محمد أيضًا عن: شعبة، وسفيان الثوري، وإسرائيل، وهمام بن يحيى، وجماعة سواهم.[2]
- حدث عنه: البخاري في «صحيحه» وأبو داود في «سننه»، ومحمد بن يحيى الذهلي، وعبد بن حميد، وعبد الله الدارمي، ومعاذ بن المثنى، ويوسف بن يعقوب القاضي، وأبو مسلم الكجي، وأبو خليفة الجمحي، وعدد كثير.[2]
- الجرح والتعديل: قال أبو حاتم الرازي: «صدوق». قال أبو حاتم بن حبان البستي: «كان تقيا فاضلا يخضب». قال أبو دواد السجستاني: «كان لا يحفظ». قال أبو عوانة الإسفراييني: «ثقة». قال أحمد بن حنبل: «ثقة». قال أحمد بن صالح الجيلي: «ضعيف». قال ابن حجر العسقلاني: «ثقة لم يصب من ضعفه»، وقال مرة: «روى عنه البخاري ثلاثة أحاديث توبع عليها». قال عبد الباقي بن قانع البغدادي: ضعيف. قال يحيى بن معين: «لا تكتبوا عنه، لم يكن بالثقة».[1]

## طالع أيضًا
- الحديث النبوي